# روز افتتاحیه کلوزآپ
روز افتتاحیه کلوزآپ (به ایتالیایی: Il giorno della prima di Close Up) یک فیلم کوتاه ایتالیایی محصول ۱۹۹۶ به کارگردانی نانی مورتی است. این فیلم در بخش خارج از مسابقه جشنواره فیلم کن در سال ۱۹۹۶ به نمایش درآمد. مورتی در این فیلم که دربارهٔ نخستین نمایش فیلم کلوزآپ ساخته عباس کیارستمی در رم است، ضمن ستایش این کارگردان سرشناس ایرانی به انتقاد از نحوه نمایش کلوزآپ در رم و کم بودن تبلیغات آن پرداخته‌است. مورتی در این فیلم نقش مالک تماشاخانه‌ای را بازی کرده که محل برگزاری افتتاحیه فیلم کلوزآپ است.